# Cornufer solomonis
Cornufer solomonis is een kikker uit de familie Ceratobatrachidae.
De soort behoorde lange tijd tot het monotypische geslacht Palmatorappia, dat echter niet meer wordt erkend. De kikker werd voor het eerst wetenschappelijk beschreven door Richard Sternfeld in 1920. Oorspronkelijk werd de wetenschappelijke naam Hylella solomonis gebruikt.
De kikker komt endemisch voor op een aantal van de Salomonseilanden, behorend tot Papoea-Nieuw-Guinea. De habitat bestaat uit lagere struiken in bossen. Er is vrijwel niets bekend over deze soort, die bekendstaat als zeldzaam. De larven ontwikkelen zich in het ei op het land, er is dus geen zichtbaar kikkervisjes-stadium.